# Geschichte der australischen Luftfahrt in der Antarktis
Im Verlauf der Geschichte der australischen Luftfahrt in der Antarktis wurden zuerst einmotorige und später mehrmotorige Propellerflugzeuge eingesetzt und seit 2008 ein Strahlflugzeug. Das Material und die Personen, die das Strahlverkehrsflugzeug Airbus 319 in den antarktischen Sommern von Oktober bis März auf einer Landebahn aus Eis und Schnee absetzt, werden durch zwei einmotorige Flugzeuge und drei Helikopter weiter transportiert.

## 1910er bis 1940er Jahre

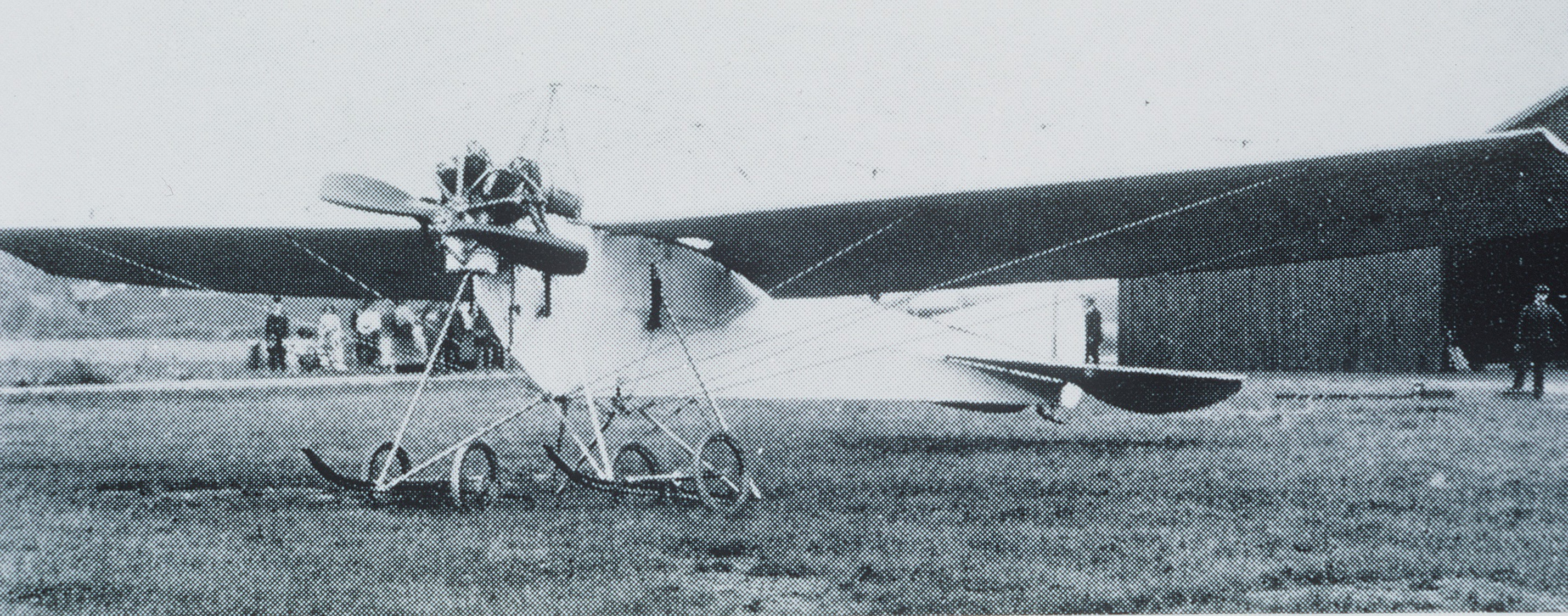
Die Vickers REP, Mawsons Fluggerät

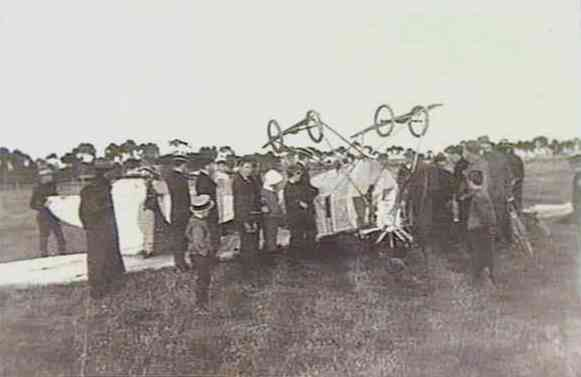
Die abgestürzte Vickers REP(1911)

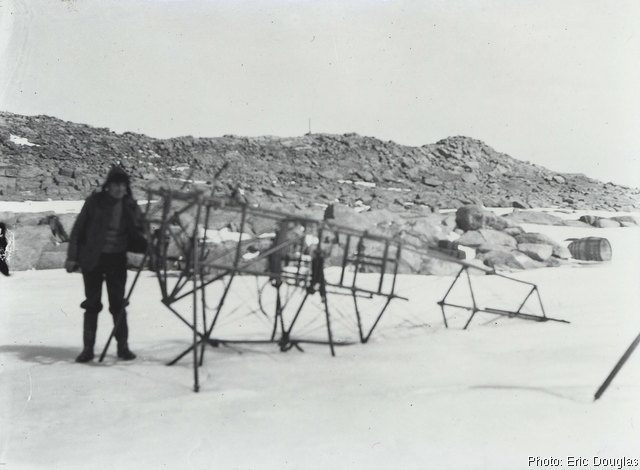
Die Vickers REP als Propeller-Schlitten (1931)

1911 versuchte Sir Douglas Mawson, mit einem einmotorigen Fluggerät in der Antarktis zu fliegen, einer Vickers REP Monoplane. Das Flugzeug wurde allerdings bereits in Australien zerstört und in der Commonwealth Bay in der Antarktis lediglich als Transportschlitten eingesetzt.
Der erste Entdecker, der in der Antarktis ein Flugzeug in der Luft bewegte, war Sir Hubert Wilkins am 16. November 1928 mit seiner Expedition. Er benutzte dabei eine Gypsy Moth, die für Küsten-Erkundigungsflüge in dem später sogenannten Australian Antarctic Territory eingesetzt wurde.

## 1940er bis 1970er Jahre
1947 wurde eine Vickers Supermarine Walrus, ein Flugboot der RAAF, nach Heard Island transportiert, wurde allerdings eine Woche später bei einem Sturm auf der Insel zerstört. Im gleichen Sommer wurde eine Vought Sikorsky Kingfisher für Flüge am Ninnis- und Mertzgletscher verwendet. Seit 1947 werden die Expeditionen Australian National Antarctic Research Expeditions (ANARE) genannt.
1948 flog eine Catalina flying boat einen Maschineningenieur von Hobart zur Macquarieinsel und anschließend weiter nach Christchurch in Neuseeland.
Ab dem Februar 1951 flog ein Avro-Lincoln-Flugzeug bis in die 1970er Jahre Medizin und Verpflegung zur Macquarieinsel und 1953–1954 hielten zwei Auster-Flugzeuge die Verbindung zur Mawson-Station, die beide bei einem Schiffsunfall im Horseshoe Harbour zerstört wurden. Anschließend unterstützen De Havilland Beaver-Maschinen von 1955 bis 1956, und eine Douglas DC-3 von 1956 bis 1963 die ANARE. Ein Teil dieser Flugzeuge und auch weitere wurden beschädigt oder gingen aufgrund der widrigen Wetterverhältnisse bei Stürmen und Flugunfällen verloren.

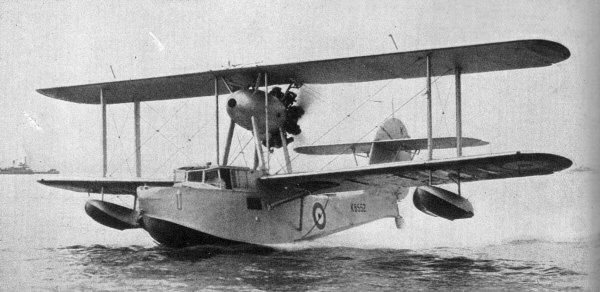
Supermarine Walrus
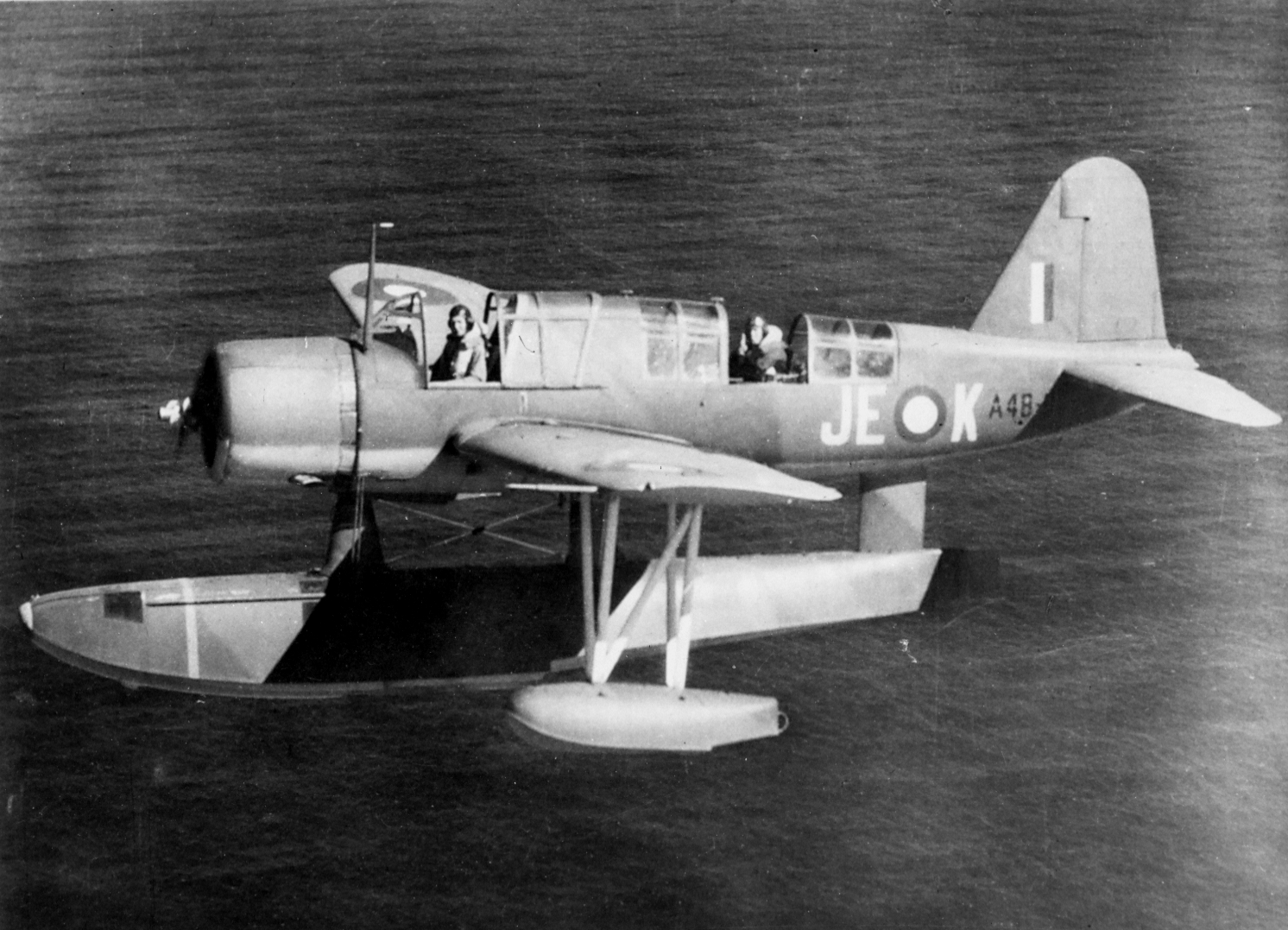
Vought Sikorsky Kingfisher
Zeichnung einer Douglas-Dc-3

## 1970er bis 1990er Jahre
In den Jahren 1978–1979 trat Australien in eine Kooperation mit den USA und Neuseeland ein und zwei Lockheed C-130 flogen im antarktischen Sommer von der amerikanischen McMurdo-Station bis zur aus Schnee bestehenden Piste der Casey-Station und zwischen Christchurch und der McMurdo-Station. Auch weitere Versorgungs- und Rettungsflüge in die Antarktis fanden statt. Diese Kooperation wurde von Australien allerdings 1983 aufgekündigt.
Im Jahr 1983 gab die australische Regierung eine Studie in Auftrag, die die Herstellung einer schneeverdichteten Landebahn untersuchen sollte, auf der Hercules-Transportflugzeuge mit Rädern in der Nähe der Casey-Station landen sollten, um die drei australischen Stationen in der Antarktis zu versorgen. Obwohl die Studien erfolgreich waren, wurden sie nach 1984 nicht weiter verfolgt.
Im Jahr 1996 wurden die Überlegungen wieder aufgenommen und 1999 kamen die neuen Untersuchungen zum Ergebnis, dass eine derartige Landebahn gebaut werden kann.

## Ab 2002

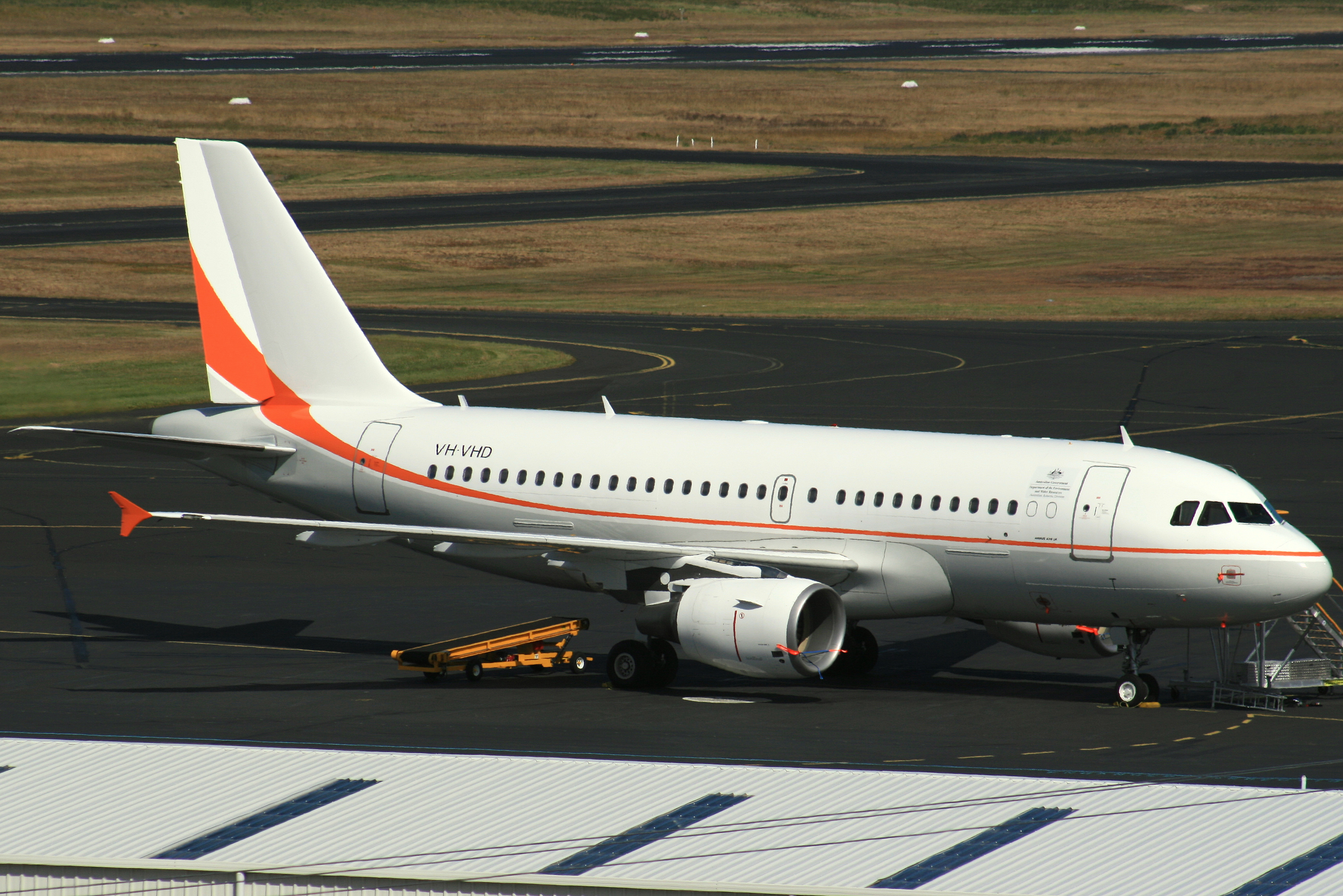
Der eingesetzte Airbus A319 (hier auf dem Flughafen Hobart)

2002 fiel die Entscheidung und 2005 begann der Bau des Wilkins Runway, einer Landebahn, die im Januar 2008 in Betrieb genommen wurde, AUD 46.3 Mill. kostete und etwa 70 km von der Mawson-Station entfernt liegt.
Am 11. Januar 2008 erlaubte die australische Civil Aviation Safety Authority (CASA) der Fluggesellschaft Skytrader den ersten Flug am 11. Januar 2008.
Die Flüge in die Antarktis starten auf dem Hobart International Airport in Tasmanien auf einen etwa viereinhalbstündigen Flug. Diese Transportflüge ersetzen die Schiffstransporte. Im antarktischen Sommer können täglich etwa 30 Flüge mit jeweils maximal 40 Wissenschaftlern und Angestellten sowie Fracht der Australian Antarctic Division je Flug stattfinden.
Innerantarktisch verbinden zwei Propellerflugzeuge des spanischen Typs CASA C-212 und drei Helikopter die australischen Forschungsstationen in der Antarktis, die Casey-Station, Mawson-Station und Davis-Station.: